# Библиотека Харьковского университета городского хозяйства
Библиотека Харьковского университета городского хозяйства — библиотека в составе Харьковского национального университета городского хозяйства имени А. Н. Бекетова.

## История библиотеки
12 июня 1930 года после многочисленны реорганизаций был основан Харьковский институт коммунального хозяйства, куда была передана библиотека Всеукраинского техникума коммунального хозяйства (общее количество книг около 150 томов).
В 1939 году в фонд библиотеки, к тому времени уже Харьковского института инженеров коммунального строительства (ХИИКС), было передано собрание книг академика архитектуры А. Н. Бекетова.
В довоенный период библиотека занимала 2 комнаты в помещении института, их общая площадь составляла 90 м². Штат библиотеки насчитывал 5 человек.
В годы оккупации Харькова (1941—1943 гг.) пострадал учебный корпус института, разграблено или уничтожено оборудование кабинетов и лабораторий, сожжены практически все фонды библиотеки. До 1949 года удалось восстановить только 15 тыс. экземпляров довоенного фонда.
В 1974 году по проекту В. Сихарулидзе закончилось строительство нового корпуса института по улице Маршала Бажанова. Библиотека получила просторные помещения, которые в то время были одними из лучших среди библиотек города. Площадь библиотеки увеличилась с 570 м² (вместе с пунктами выдачи в общежитиях) до 2165 м².
- 1975 г. — создан отдел научно-технической информации.
- 1984 г. — начал функционировать отдельный абонемент художественной литературы, с открытым доступом к наиболее популярным изданиям.
- 1987 г. — начал работу абонемент научной литературы.
- 1990 г. — был открыт абонемент учебной литературы для студентов заочного отделения.
- 1999 г. — начался процесс автоматизации библиотеки. Библиотека получила 6 компьютеров и принтер. В августе 2000 года было приобретено 5 рабочих мест программы «Liber Media». Компьютерный класс получил доступ к Internet.

В сентябре 2000 года в библиотеке была начата работа по созданию электронного каталога (ЭК) на фонд новых поступлений. С 2001 года библиотека начала ретроввод своего фонда.
В 2007 году на базе одного из читальных залов (в настоящее время — зал информационного сервиса) был создан электронный читальный зал с доступом к локальной сети университета и Internet.

## Фонды библиотеки
Как структурное подразделение университета, библиотека формирует основные фонды в соответствии с учебными планами, программами и тематикой научных исследований вуза.
В рамках создания в университете «Фонда исторического, образовательного, научного, интеллектуального и культурного наследия ХНУМГ им. А. Н. Бекетова» библиотека начала работу по формированию фонда редкой и ценной книги. Основу фонда будет составлять собрание книг академика архитектуры А. Н. Бекетова, которое было передано в библиотеку в 1939 г.
Кроме этого, в состав фонда войдут книги, имеющие общекультурную, научную и эстетическую ценность, а также документы, которые приобрели значение уникальных источников и связанные с историей университета, с отраслями знаний, соответствующих профилю подготовки специалистов в университете.
Участие в проекте «Единая карточка читателя» предоставляет возможность бесплатно пользоваться услугами библиотек, участвующих в данном проекте. Благодаря проекту «Подари библиотеке книгу» фонд библиотеки пополнился художественной, учебной и научной литературой, которая была передана в дар преподавателями, сотрудниками и студентами университета. За участие в проекте «Ведущие учёные ХНУМГ им. А. Н. Бекетова в Википедии» библиотека была награждена почётным дипломом конкурса «Библиотекарь года»- 2014, в номинации «За создание собственных электронно-информационных ресурсов».